# Abdelati el-Guesse
Abdelati el-Guesse (* 27. Februar 1993 in Marrakesch) ist ein marokkanischer Leichtathlet, der sich auf den 800-Meter-Lauf spezialisiert hat.

## Sportliche Laufbahn
Abdelati el-Guesse trat 2014 zum ersten Mal in einem Wettkampf auf der 800-Meter-Distanz an und konnte auf Anhieb den Marokkanischen Meistertitel gewinnen. Es ist seitdem bislang sein einziger Titelgewinn bei den nationalen Meisterschaften. Ein Jahr darauf gewann er die Silbermedaille bei den Marokkanischen Meisterschaften, wobei er seine Bestzeit auf 1:45,78 min steigerte. Im Juli trat er bei der Universiade in Südkorea an und konnte in das Finale einziehen, in dem er mit einer Zeit von 1:49,29 min die Silbermedaille gewinnen konnte. Aufgrund seiner Bestzeit aus dem Juni war er anschließend für die Weltmeisterschaften in Peking qualifiziert, bei denen er im August an den Start ging. Dort startete er im fünften Vorlauf und verpasste mit Platz 5 den Einzug in das Halbfinale. 2016 lief er Anfang Juni in der Slowakei eine Zeit von 1:45,87 min und schaffte damit die Qualifikation zur Teilnahme an den Olympischen Sommerspielen in Rio de Janeiro. Dort trat er im August im Vorlauf an, konnte das Rennen allerdings nicht beenden. 2017 lief el-Guesse Ende Mai in Belgien bei seinem ersten Wettkampf der Saison mit 1:45,46 min eine neue Bestzeit. Im Juli belegte er den vierten Platz bei den Arabischen Meisterschaften in Tunesien. Einen Monat später trat er in London zum zweiten Mal bei den Weltmeisterschaften an. Auch diesmal verpasste er als Sechster seines Laufes den Einzug in das Halbfinale.
2018 gewann el-Guesse die Bronzemedaille bei den Marokkanischen Meisterschaften. Ein Jahr darauf wurde er Fünfter. Es dauerte anschließend bis 2021, ehe er wieder Zeiten in der Nähe seiner Bestleistung laufen konnte. Zunächst lief er im Februar mit 3:38,04 min eine neue Bestzeit über 1500 Meter. Ende Juni lief er in Rabat mit 1:45,16 min neue persönliche Bestzeit und unterbot damit die Qualifikationsnorm für die Olympischen Sommerspiele in Tokio um vier Hundertstelsekunden. Einen Monat später trat er im Vorlauf der Olympischen Spiele an und erreichte mit Bestleistung von 1:44,84 min das Halbfinale. Im folgenden Lauf blieb er dann zwei Sekunden hinter seiner Vorlaufzeit zurück und schied als Letzter des Laufes aus. 2022 trat el-Guessen im März bei den Hallenweltmeisterschaften in Belgrad an. Er startete im zweiten von insgesamt vier Vorläufen, verpasste als Sechster des Laufes allerdings den Einzug in das Finale. Insgesamt belegte er den 25. Platz. Im Juni trat er zum ersten Mal in seiner Karriere bei den Afrikameisterschaften an. Er erwischte einen der langsameren Vorläufe, wodurch er als Viertplatzierter des Laufes den Einzug in das Finale verpasste. Zum Ende des Monats nahm er an den Mittelmeerspielen teil, die in Algerien ausgetragen wurden. Dort erreichte er das Finale über 800 Meter, das er als Siebter beendete. Einen Monat später trat er bei den Weltmeisterschaften in Eugene an, wobei er im Halbfinale ausschied.

## Wichtige Wettbewerbe
| Jahr                | Veranstaltung             | Ort                 | Platz               | Disziplin           | Zeit                |
| Startet für Marokko | Startet für Marokko       | Startet für Marokko | Startet für Marokko | Startet für Marokko | Startet für Marokko |
| ------------------- | ------------------------- | ------------------- | ------------------- | ------------------- | ------------------- |
| 2015                | Universiade               | Gwangju             | 2.                  | 800 m               | 1:49,29 min         |
| 2015                | Weltmeisterschaften       | Peking              | 19.                 | 800 m               | 1:47,49 min         |
| 2016                | Olympische Sommerspiele   | Rio de Janeiro      |                     | 800 m               | DNF (Vorlauf)       |
| 2017                | Weltmeisterschaften       | London              | 23.                 | 800 m               | 1:46,74 min         |
| 2021                | Olympische Sommerspiele   | Tokio               | 20.                 | 800 m               | 1:46,85 min         |
| 2022                | Hallenweltmeisterschaften | Belgrad             | 25.                 | 1500 m              | 3:47,43 min         |
| 2022                | Afrikameisterschaften     | Port Louis          | 21.                 | 800 m               | 1:51,55 min         |
| 2022                | Mittelmeerspiele          | Oran                | 7.                  | 800 m               | 1:46,28 min         |
| 2022                | Weltmeisterschaften       | Eugene              | 18.                 | 800 m               | 1:46,46 min         |

## Persönliche Bestleistungen
Freiluft
- 800 m: 1:44,52 min, 22. Juli 2023, Ninove
- 1500 m: 3:38,04 min, 20. Februar 2021, Rabat

Halle
- 800 m: 1:45,28 min, 9. Februar 2024, Lyon, (marokkanischer Rekord)
- 1000 m: 2:17,61 min, 3. Februar 2024, Gent
- 1500 m: 3:38,22 min, 17. Februar 2022, Liévin